# Nyúl a cilinderben
A Nyúl a cilinderben 1982-ben bemutatott magyar bábfilm, amelyet a Magyar Televízió készített. A rendezője Balogh Géza, a forgatókönyvírója Fésűs Éva, a zenei szerkesztője Keceli Zsuzsa.
Magyarországon 1982. április 2-án vetítették le a televízióban.

## Alkotók
- Rendezte: Balogh Géza
- Írta: Fésűs Éva
- Dramaturg: Békés József
- Zenéjét szerkesztette: Keceli Zsuzsa
- Operatőr: Kalbert Erzsébet, Kollányi Gyula, Szatmári Tibor, Turi Tibor
- Vezető operatőr: Füredi Vilmos
- Hangmérnök: Jáger György
- Képvágó: Csillag György
- Báb- és díszlettervező: Lévai Sándor
- Építész: Polgár Béla
- Grafikus: Mészöly Eszter
- Fővilágosító: Tréfás Imre
- Munkatársak: Baroch László, Bende Attila, Fleiner Gábor, Gubcsi Gyula, Mali Róbert
- Rögzítésvezető: Péterhegyi László
- Technikai rendező: Somogyi G. György
- Rendezőasszisztens: Gergelyffy László
- Műszaki vezető: Mónus Lajos
- Gyártásvezető: Koncsik László

Készítette a Magyar Televízió

## Szereplők
- Csupafül: Koffler Gizi
- Kajlatapsi: Dallos Ibolya
- Tüskeböki: Meixler Ildikó
- Tüskemami: Fóthy Edit
- Holmi D'Elorzó: Dörögdy Miklós
- Amanda: Simándi Anna
- Főtörzshörcsög: Czipott Gábor
- Rendőr őrnagy: Háray Ferenc
- Mezeiné: Blasek Gyöngyi
- Ürge Gyurka: Török Ágnes
- Pocok Peti: Kalmár Éva

Továbbá: Háray Ágnes, Kaszás László